# Saint-Clair-de-Halouze
Saint-Clair-de-Halouze is een gemeente in het Franse departement Orne (regio Normandië). De plaats maakt deel uit van het arrondissement Alençon. Saint-Clair-de-Halouze telde op 1 januari 2022 821 inwoners.

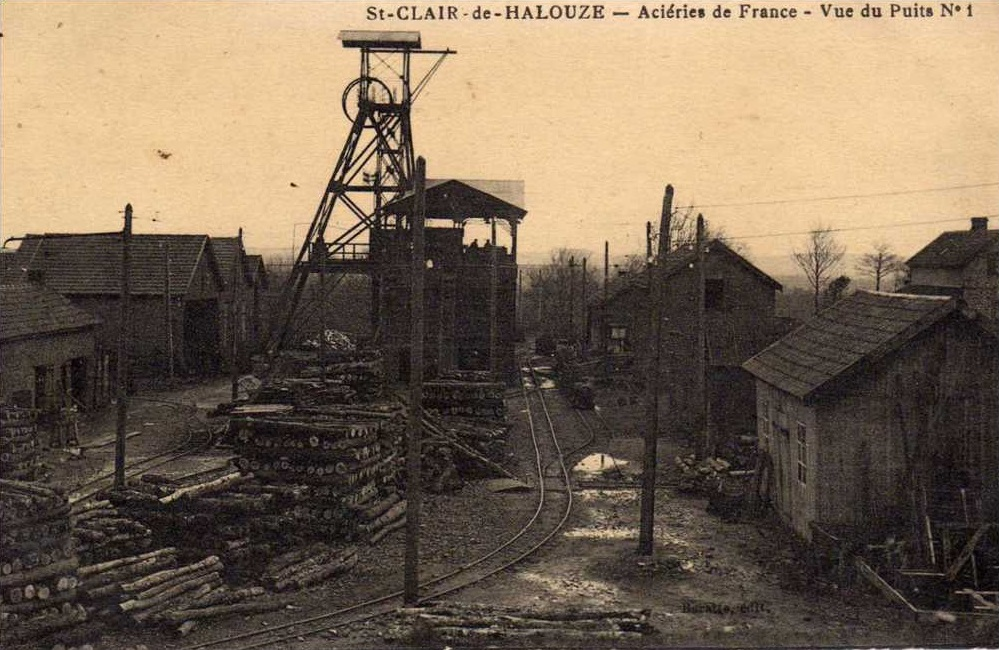
Historische afbeelding van de mijn bij Saint-Clair-de-Halouze

## Geografie
De oppervlakte van Saint-Clair-de-Halouze bedroeg op 1 januari 2022 11,81 vierkante kilometer; de bevolkingsdichtheid was toen 69,5 inwoners per km².

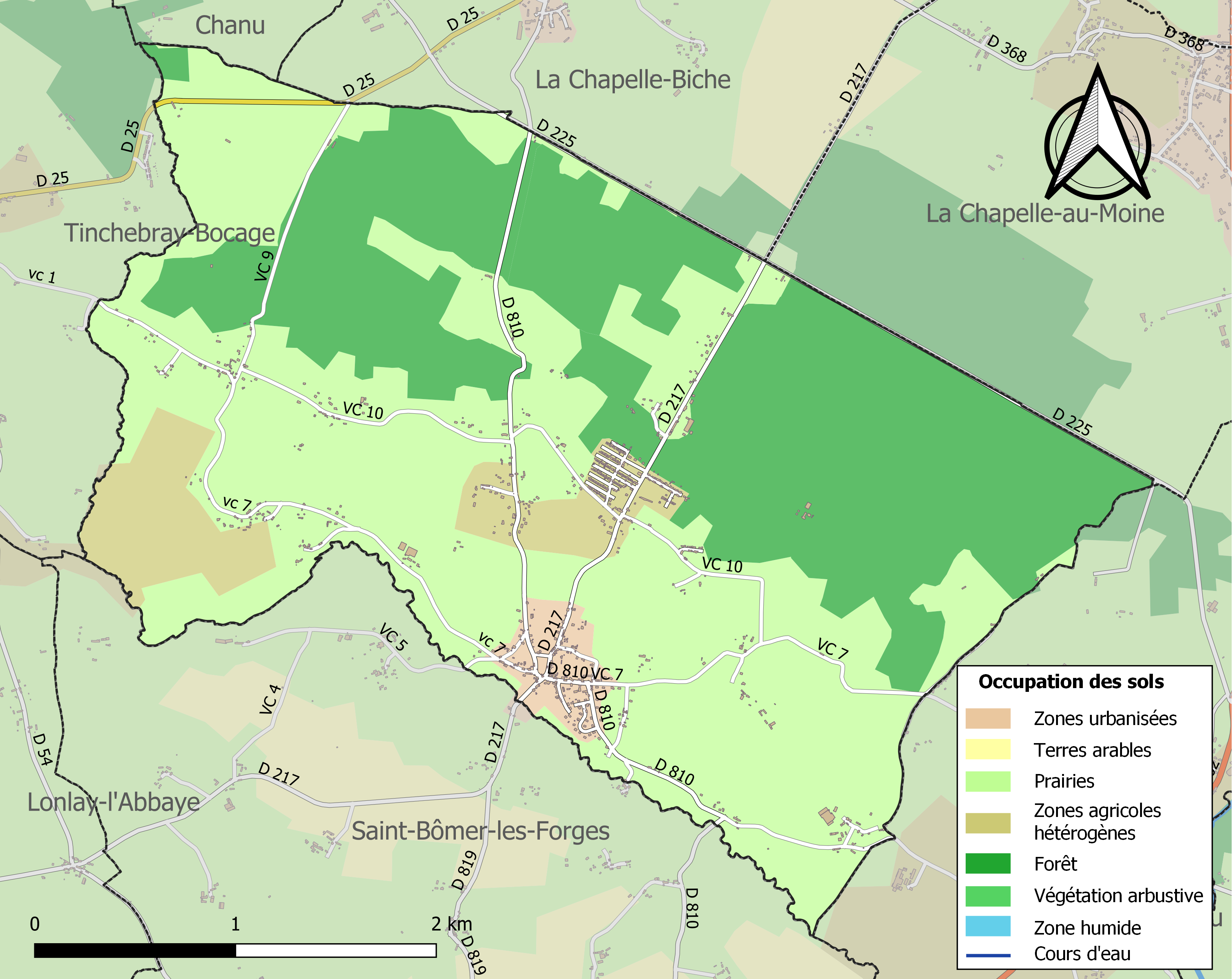
Kaart van de gemeente met belangrijkste infrastructuur, bodemgebruik en omliggende gemeenten

## Demografie
Onderstaande figuur toont het verloop van het inwonertal (bron: INSEE-tellingen).